# Navire à passagers

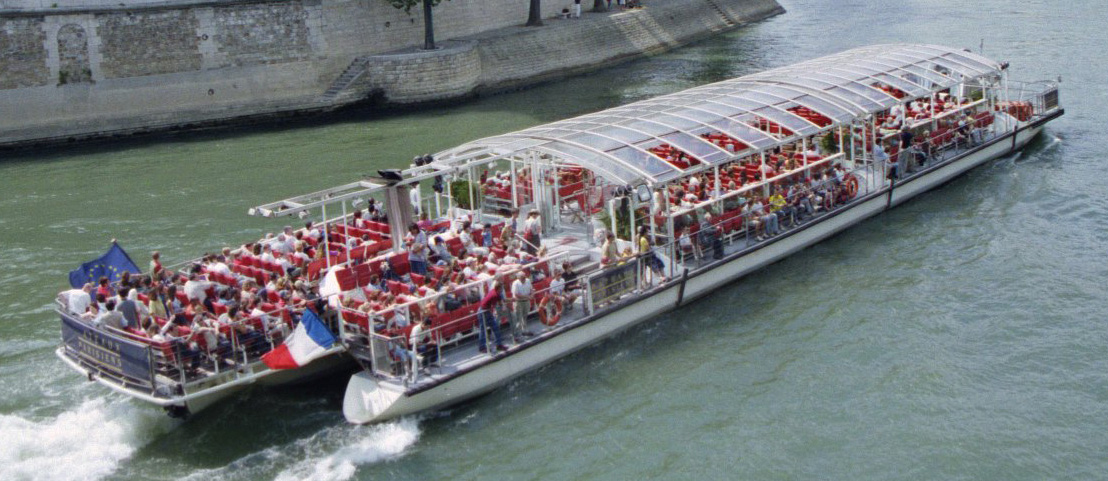
Un bateau-mouche à Paris

Les navires à passagers sont des navires, bateaux ou vedettes dont le rôle principal est de transporter des passagers, des piétons, que ce soit pour traverser une rivière, une mer ou un bras de mer, ou pour du tourisme.
Du point de vue de la réglementation maritime, « un navire à passagers est un navire  transportant plus de douze passagers ».

## Navires de transport
Les navires servant à transporter des personnes d'un endroit à un autre sont répartis dans différentes catégories, suivant la distance à parcourir : 
Bateaux-busBateaux offrant un service similaire aux réseaux de bus urbains (Navibus de Nantes, Réseau Mistral de Toulon).
BacsBateaux à fond plat, souvent symétriques (on entre par un côté et on sort de l'autre : ceci évite au bac de faire des demi-tours), ils sont utilisés pour traverser des étendues d'eau de faible largeur (fleuves, rivières, petits bras de mer) aux endroits où il n'y a pas de pont. Certains transportent uniquement des piétons, d'autres prennent aussi des voitures ou des poids lourds.
Transbordeurs, traversiers, ferries ou ropaxCes bateaux servent pour des traversées plus importantes que celle d'un cours d'eau. On trouve des navires de petite taille (comme les taxis portuaires de New York) et d'autres plus grands (comme ceux faisant la liaison Quiberon ⇔ Belle-Ile ou Brest ⇔ Ouessant). Les navires appelés ferries, mesurent en général plus de 100 m. Ils transportent des passagers et leurs véhicules. Bars, boutiques et restaurants y sont aménagés, ainsi que de nombreuses cabines, permettant les traversées de nuit. Citons par exemple les ferries transmanche (Roscoff ⇔ Plymouth ou Cherbourg ⇔ Poole) ou encore les ferries reliant la Corse au continent.
Navires à grande vitesse (NGV)Ce sont des unités particulières, embarquant des passagers, voire quelques véhicules, et se déplaçant à grande vitesse (entre 29 et 45 nœuds). On en trouve différents types : aéroglisseurs, catamarans (comme les Châtelet et Pont d'Yeu de la compagnie Yeu-continent), hydrofoils...

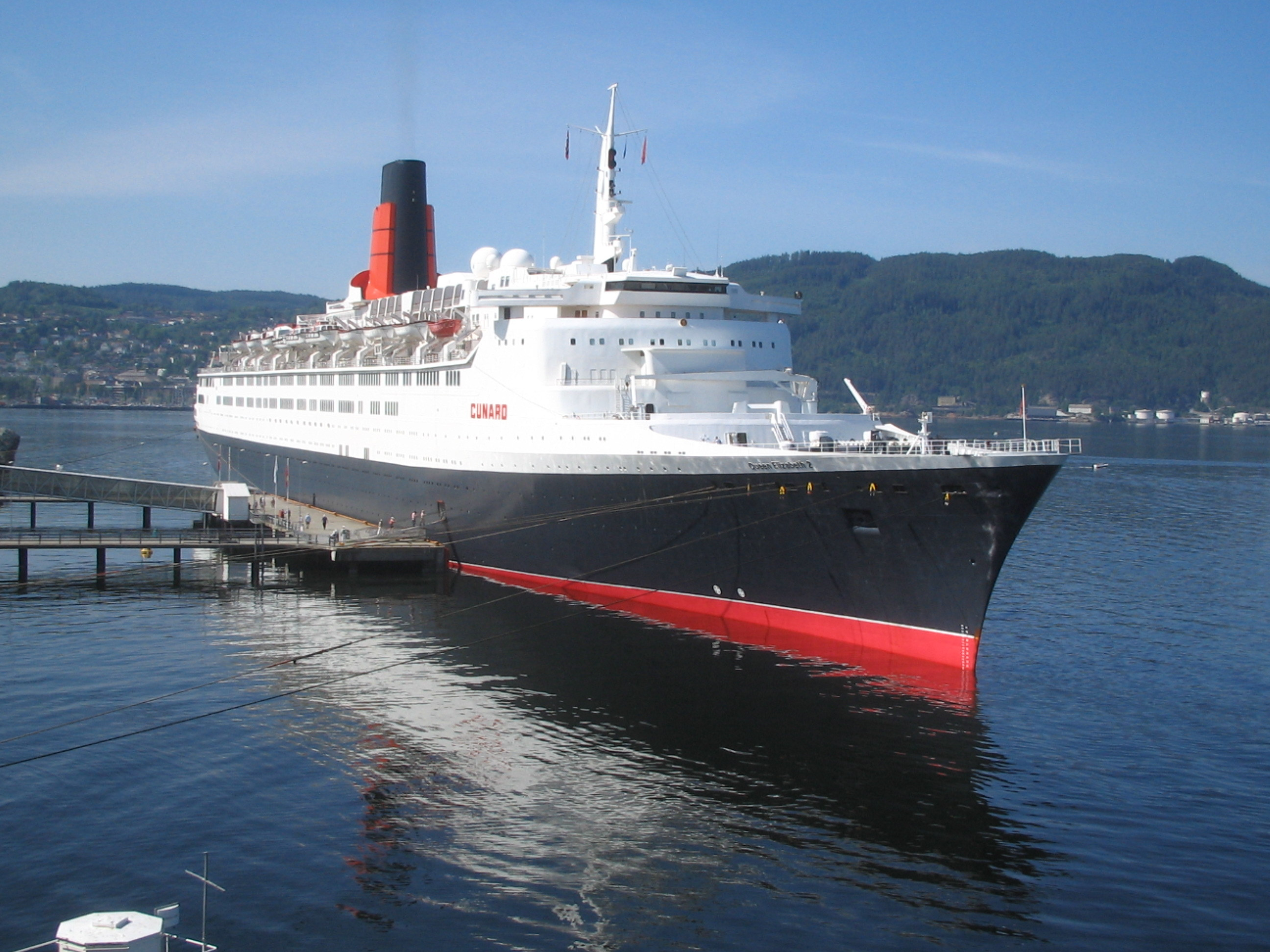
RMS Queen Elizabeth 2 à Trondheim en 2008

Paquebots de ligneCes grands navires (dont font partie les transatlantiques) offrent des traversées sur de très longues distances. Majoritairement supplantés par l'avion, peu subsistent, malgré les trois célèbres transatlantiques, le Queen Mary 2, le Queen Elizabeth 2 et le Queen Victoria qui effectuent également des tours du monde avec possibilité de voyage partiel (France - Japon, par exemple)
CargosCertains navires de charge de ligne transportant des marchandises et produits divers embarquent des passagers. Une partie du navire est aménagée dans le but de recevoir un petit nombre de passagers. Ce type de transport se développe doucement, les traversées étant nettement moins chères (Voir Voyage en cargo).

## Navires de loisirs
Certains bateaux embarquent des passagers, non pas pour les mener d'un point à un autre, mais pour du tourisme. On y trouve : 
Les bateaux-promenadeCes bateaux à fond plat, populaires dans les grandes villes traversées par des fleuves où des rivières navigables, embarquent entre 50 et 300 passagers afin de visiter la ville, souvent avec des commentaires sonores. Certains proposent la restauration à bord. « Bateau-mouche » est une marque déposée pour croisières-promenade le long de la Seine.
Les navires de plaisance à utilisation commercialeCes navires sont utilisés pour le transport à titre onéreux de passagers embarqués au temps, ou au voyage, ou encore par une billetterie de passage. Ces yachts sont limités à un nombre de 12 passagers transportés (en plus des membres d'équipage) dans toutes les zones océaniques et à 30 personnes en tout dans les voiliers naviguant exclusivement dans les eaux nationales de France.
Les paquebotsCes grands navires embarquent des passagers pour des croisières allant de une à trois semaines, vers des destinations variées comme les Caraïbes, les fjords norvégiens ou un tour de la Méditerranée. Véritables villes flottantes, ils offrent de nombreux services luxueux aux passagers. Les aménagements sont parfois surprenants : restaurants, cinémas, théâtres, galeries commerciales, casinos, piscines, balnéothérapie, escalade (sur la cheminée), sports divers… Il existe de grandes filiales, qui possèdent de grands navires (jusqu'à 350 mètres pouvant transporter 2 500 passagers), mais également de plus en plus de petites compagnies, qui, elles, possèdent des unités moins majestueuses (90 à 150 mètres pouvant accueillir entre 90 et 200 passagers), mais qui proposent des prix « découverte » raisonnables. Le marché de la croisière est en pleine expansion. En effet, l'envie des vacanciers de s'évader, et de profiter à la fois d'un séjour « nomade » tout en visitant de nombreux endroits, rend la croisière de plus en plus prisée.

## Illustrations

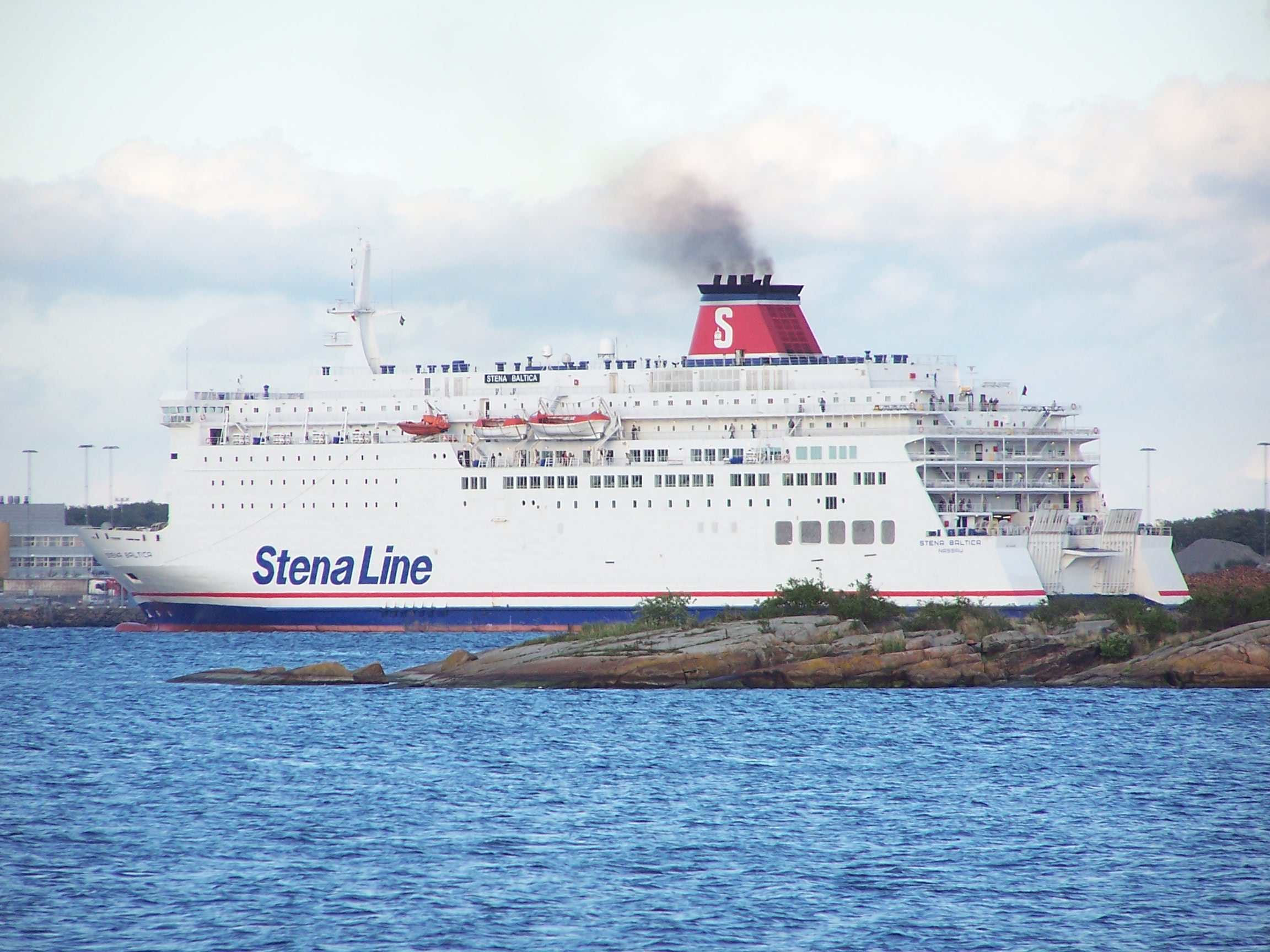
Ferry Stena Baltica sur la Baltique
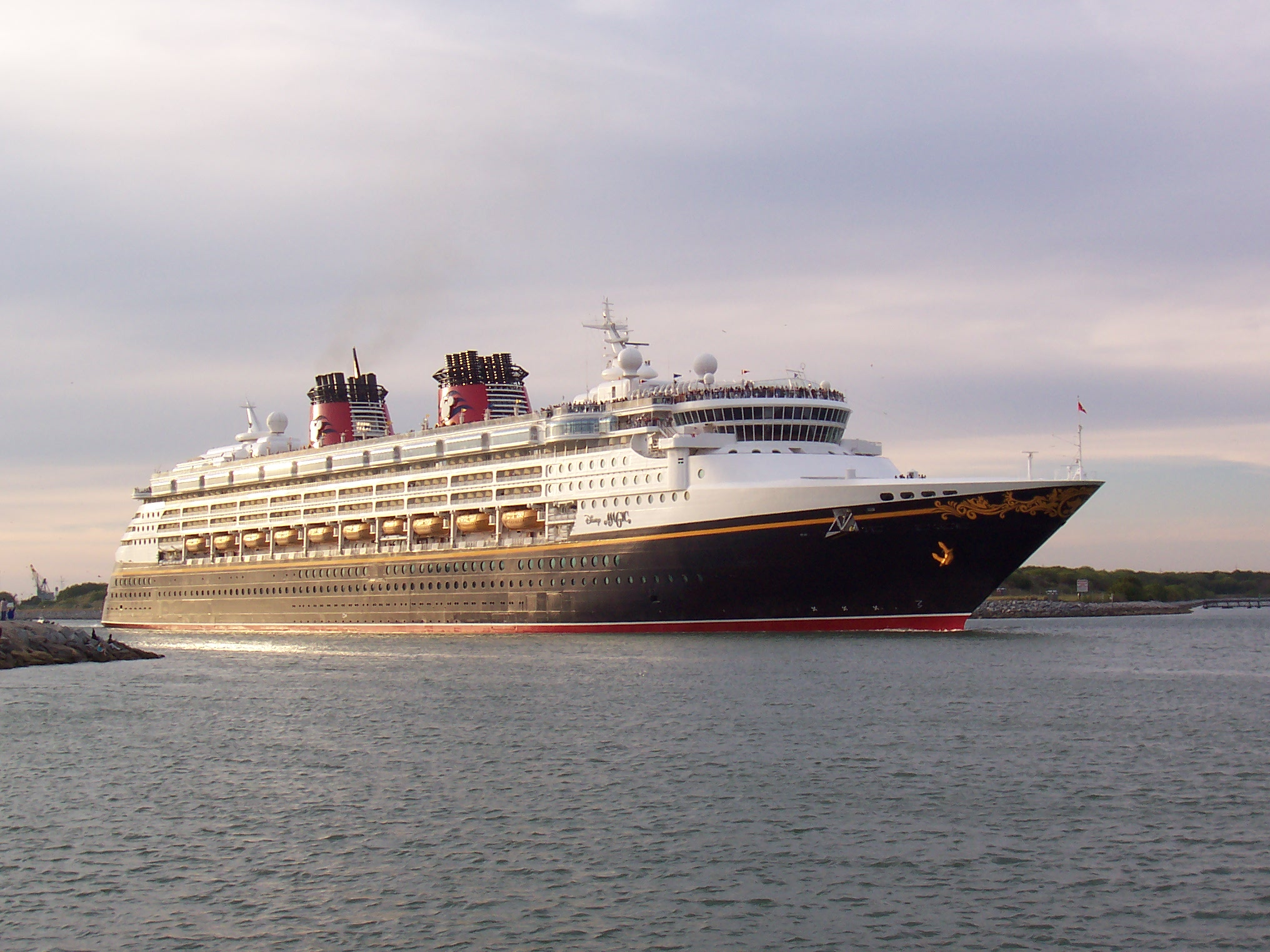
Le Disney Magic, paquebot de croisière
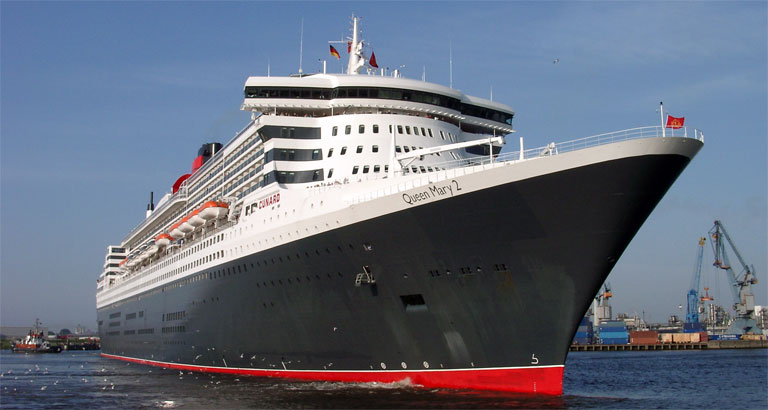
Le Queen Mary 2, le plus grand paquebot de ligne actuel
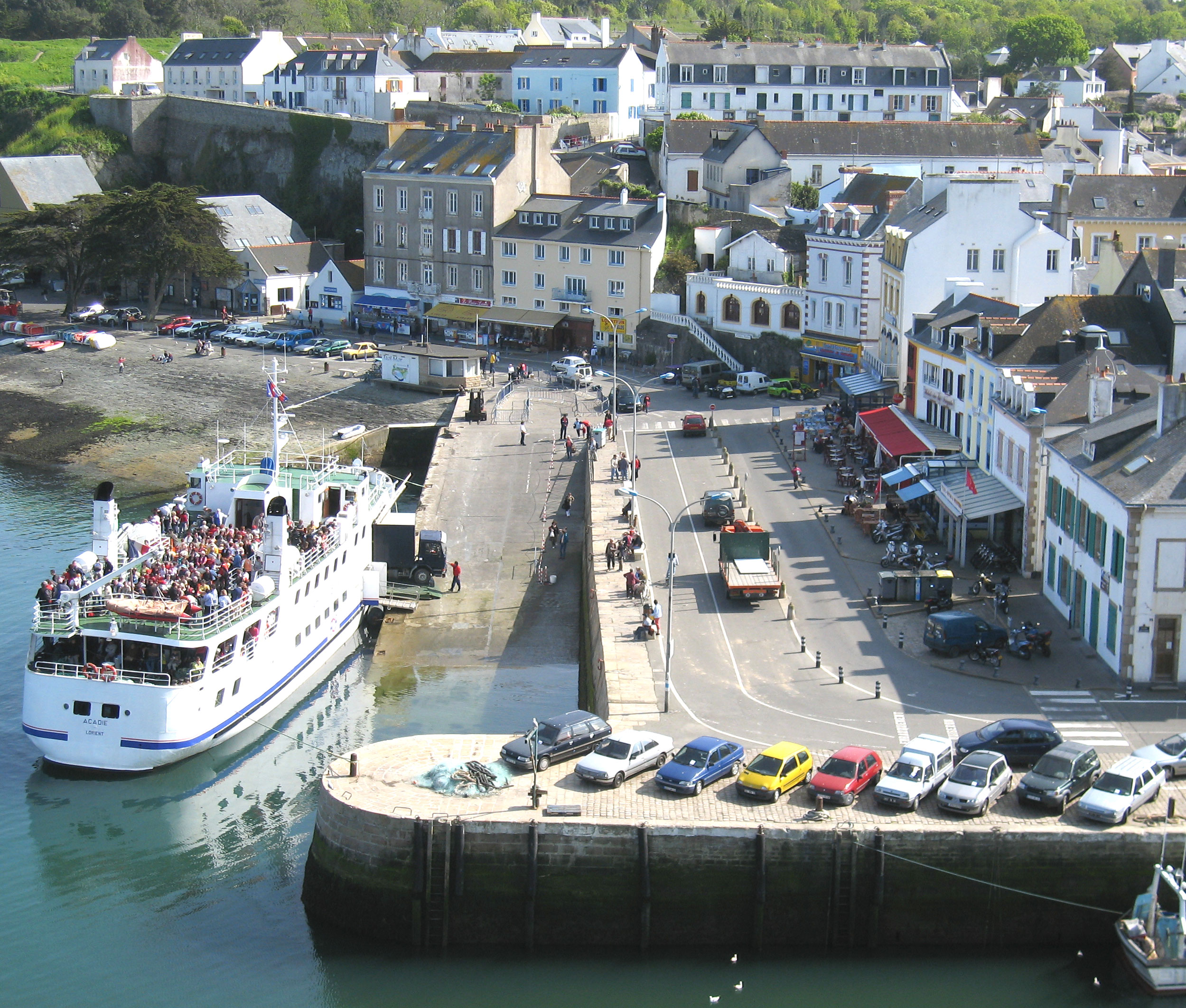
L’Acadie (480 passagers, 27 véhicules) de la SMN assurant la desserte de Belle-Île-en-Mer
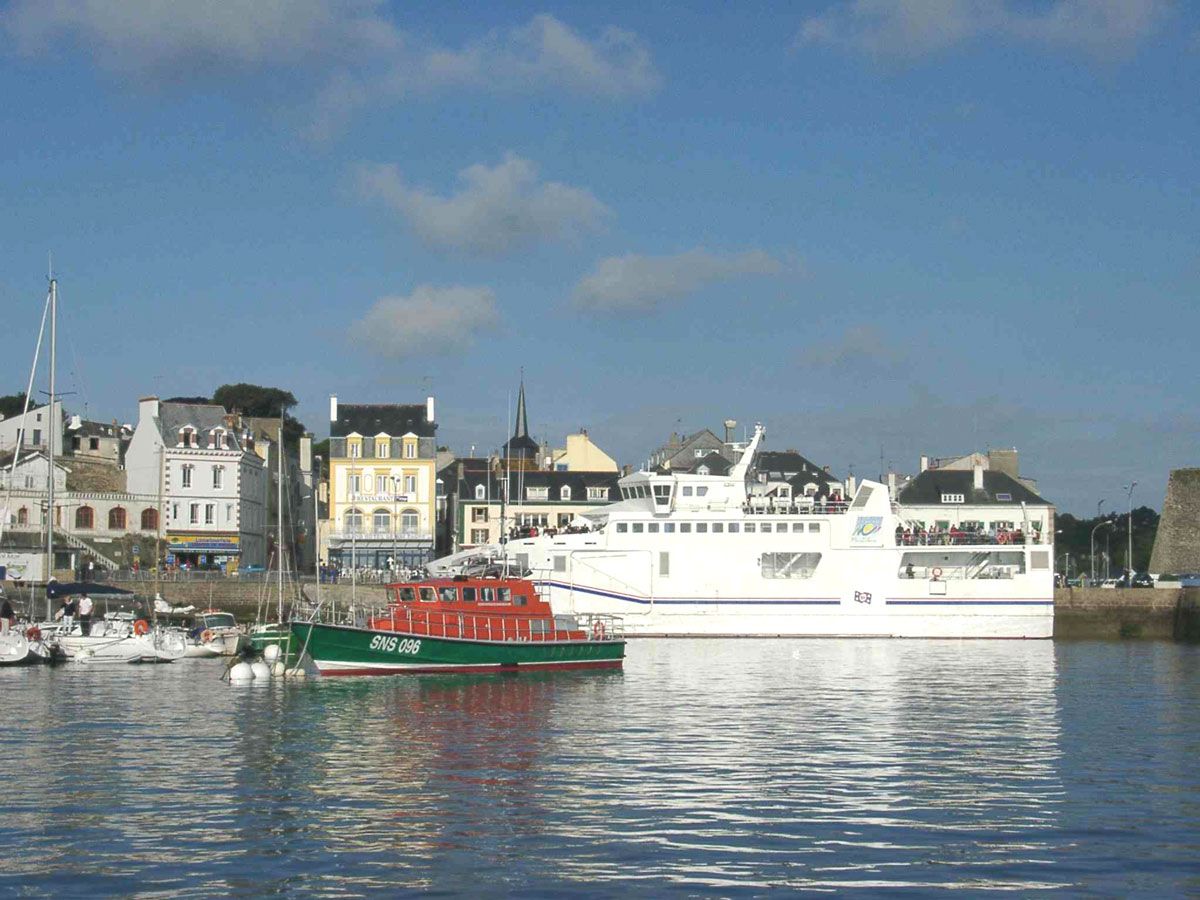
Le Vindilis (462 passagers, 39 véhicules) de la SMN assurant la desserte de Belle-Île-en-Mer
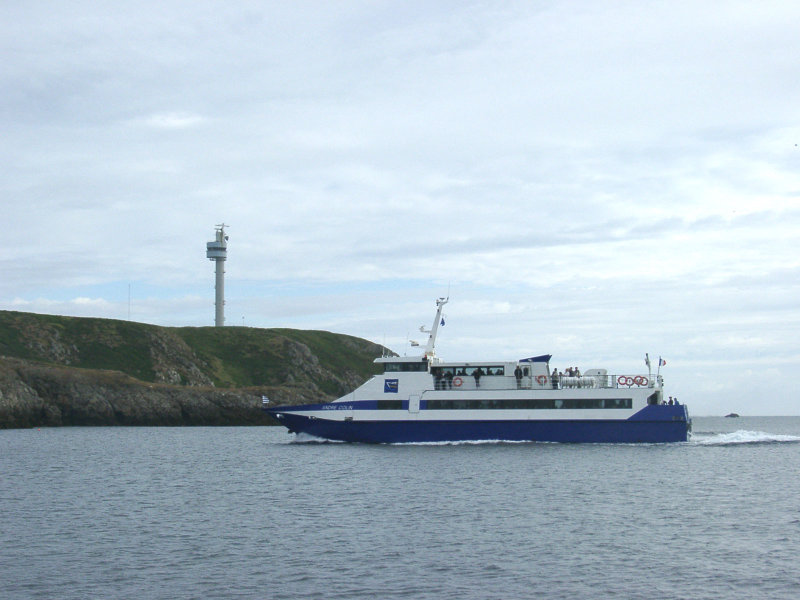
L’André-Colin (195 passagers) de la compagnie Penn Ar Bed assurant la desserte d'Ouessant